# Gottfried Prabitz
Gottfried Prabitz (* 26. Juli 1926 in Gratwein, Steiermark; † 15. Juli 2015 in Gratwein-Straßengel) war ein österreichischer Bildhauer.

## Leben

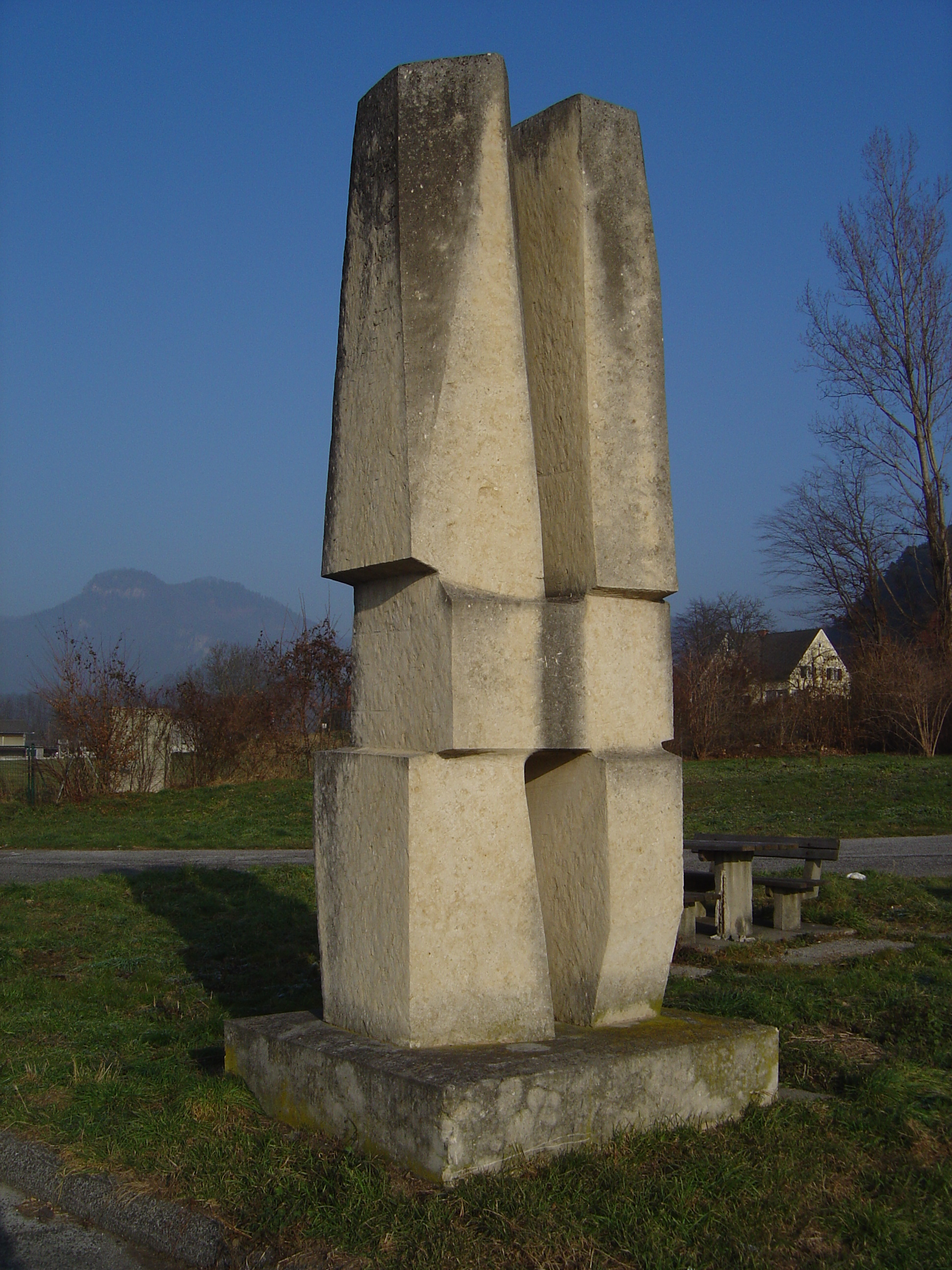
Sandsteinskulptur 1989 Frohnleiten

Gottfried Prabitz wollte ursprünglich Hornist werden und nahm daher bereits Anfang der 1940er Jahre Unterricht am Konservatorium in Graz. Neben der Musik entdeckte Gottfried Prabitz in dieser Zeit sein großes Interesse für die Bildende Kunst.
1945 wurde er im Alter von 18 Jahren zur Deutschen Wehrmacht eingezogen und geriet kurz vor Kriegsende in jugoslawische Gefangenschaft, aus der er erst 1948 zurückkehrte. Wieder zurück in Österreich absolvierte er die Kunstgewerbeschule am Ortweinplatz in Graz. Geprägt wurde er dort vor allem durch die Lehrer Rudolf Szyszkowitz (Malerei), Alfred Wickenburg (Malerei) und Alexander Silveri (Bildhauerei).
1950 begann Gottfried Prabitz an der damaligen Kunstschule Linz (heute Kunstuniversität Linz) in der Meisterklasse von Walter Ritter (Bildhauerei) das Studium der Bildhauerei. Walter Ritter zählt ohne Zweifel zu den prägendsten Lehrerpersönlichkeiten von Gottfried Prabitz. Nach der Beendigung seines Studiums im Jahre 1954 kehrte Gottfried Prabitz wieder zurück nach Gratwein, wo er bis zu seinem Tod am 15. Juli 2015 als freischaffender Bildhauer tätig war.
2007 wurde Prabitz der Berufstitel Professor verliehen.

## Werke
- 2006: Bronzereliefs als Kreuzwegstationen für die Kirche in Gratwein[2]
- 1989: Sandsteinskulptur „Die Familie“, Parkplatz Brucker Schnellstraße bei Frohnleiten
- 1975: Skulptur für im Dienst verunglückte Feuerwehrleute in der Feuerwehr- und Zivilschutzschule Lebring
- ca. 1965: Sechs Sandsteinfiguren (Nikolaus, Franz von Assisi, Barbara, Johannes Baptist, Elisabeth von Thüringen und Augustinus) in der  Sankt-Andreas-Pfarrkirche in Trieben[3]
- 1963: Bildstock Wechsel Bundesstraße
- 1962: Tabernakel in der Hubertuskapelle in Gstatterboden[4]
- 1960: Landesgrenzstein am Pötschenpass
- 1959: Bildstock (als zeitgemäße Übersetzung der alten Tabernakelpfeiler) in Maria Fieberbründl
- ca. 1957: Skulptur „Drei Frauen“, Wohnanlage Bienengasse in Graz